# Caritas Burgenland
Die Caritas  Burgenland ist eine soziale Hilfsorganisation der römisch-katholischen Kirche im österreichischen Bundesland Burgenland. Sie ist Teil von Caritas Österreich, aber eine eigenständige Institution und untersteht dem Bischof der Diözese Eisenstadt.

## Organisation
Direktorin der Caritas Burgenland ist Melanie Balaskovics. Gegliedert ist die Organisation neben dem Generalsekretariat in fünf Bereiche:
| Betreuung und Pflege                                                                   | Behinderung und Inklusion                                | Beratung und Hilfe                                       | Obdach und Wohnen                                                                 | Entwicklung und Engagement                                                                                       |
| -------------------------------------------------------------------------------------- | -------------------------------------------------------- | -------------------------------------------------------- | --------------------------------------------------------------------------------- | --- |
| - Haus St. Nikolaus - Haus St. Martin - Haus Lisa - Haus Elisabeth - Hauskrankenpflege | - Haus Vitus - Haus St. Stephan - Haus Lisa - Haus Maria | - Beratungen - Nothilfe - Interkulturelle Psychotherapie | - Flüchtlingsunterbringung - Obdachloseneinrichtungen - Mutter-Kind-Einrichtungen | - Pfarrcaritas - Ehrenamt - Kindergärten - Schul-Patenschaft - Aus- und Weiterbildung - youngCaritas - Lerncafes |

## Aufgaben
Die Caritas der Diözese Eisenstadt bietet Hilfe in folgenden Bereichen an:

### Beratung und Hilfe
Das Kernthema der Caritas ist die Hilfe in Notsituationen.
- Finanzielle Hilfe und Beratung: Wenn Menschen Sorgen und wirtschaftliche Probleme über den Kopf wachsen, versuchen Sozialberater gemeinsam einen Weg aus der Krise zu finden. Die Hilfe kann eine Überbrückung mit Notfallpaketen, Kleidung und Lebensmittel sein oder auch eine längerfristige Planung mit der Erstellung eines Haushaltsplanes inklusive Abklärung von Rechtsansprüchen. Beratungszentren gibt es in Neusiedl, Eisenstadt, Oberwart, Güssing und Jennersdorf.
- Unterkunft und Wohnen: Alleinstehende Mütter in schwierigen Lebenssituationen können im „Mutter+Kind=Haus“ in Wimpassing eine Wohnmöglichkeit finden.[3] Obdachlose Männer finden in der Notschlafstelle Oberwart oder im „ZufluchtsRaum“ Eisenstadt eine vorübergehende Unterkunft. Werden Flüchtlingen ein Wohnplatz vom Land Burgenland zugewiesen, übernimmt die Caritas Burgenland die laufende Betreuung.[4]
- Carla: Der Verkaufsladen der Caritas bietet Bekleidung, Schuhe, Haushaltsartikel und Möbel aus zweiter Hand.
- Beratung in Lebenskrisen: In Beziehungskrisen, beruflichen Problemen und persönlichen Belastungen bieten Lebens- und Gewaltberater kostenlose Hilfe an.
- Kinder und Jugendliche zwischen sechs und fünfzehn Jahren erhalten dreimal wöchentlich gratis Nachhilfe und Nachmittagsbetreuung in Lerncafes in Eisenstadt, Oberwart oder Neusiedl. youngCaritas wendet sich an Jugendliche, die sich sozial engagieren wollen: Orientierungstage und Projekte bieten Möglichkeiten, die Arbeit der Caritas persönlich zu erleben.[5]

### Betreuung und Pflege
Bei der Betreuung versucht die Caritas Burgenland, pflegende Angehörige zu unterstützen, damit die Betreuten so lange wie möglich in ihrer vertrauten Umgebung bleiben können. Ist dies nicht mehr möglich, so stehen vier Häuser im Burgenland zur Verfügung.
- Ratgeber Pflege: Caritas Burgenland bietet eine umfassende Information für die Betreuung von Angehörigen, von rechtlichen Fragen bis zu Hilfe bei Spezialthemen wie Erkennen von und Umgang mit Demenz.
- Pflege Zuhause: Notruftelefone geben alten Menschen die Sicherheit, in Notfällen rasch Hilfe zu erhalten. Heimhilfen unterstützen bei alltäglichen Arbeiten im Haushalt und Hauskrankenpfleger bringen professionelle Betreuung in die Wohnung.[6]
- Tageszentren: In Neusiedl, Deutschkreutz und Tschantschendorf erhalten ältere Menschen tagsüber Unterhaltung und Betreuung.[7]
- 24-Stunden-Betreuung: Für eine ganztägige Betreuung zu Hause vermittelt die Caritas Betreuungspersonen, hilft bei der administrativen Abwicklung und führt regelmäßige Qualitätskontrollen durch.
- Altenwohn- und Pflegezentren: Können oder wollen Betreute nicht mehr in der eigenen Wohnung bleiben, so stehen vier Häuser in Neusiedl/See, Eisenstadt, Deutschkreutz und Rechnitz zur Verfügung.[8]

### Menschen mit Behinderung
Die Selbstbestimmung von Menschen mit Behinderung steht in den drei Behindertenheimen in Wimpassing, Oberpullendorf und Deutschkreutz im Vordergrund. Dazu gehört die Förderung sozialer Kontakte ebenso wie die Anregungen, dass die Bewohner ihre Fähigkeiten in die Gestaltung des Tages-, Wochen- und Jahresablaufes einbringen.

## Finanzen
Die Einnahmen von 30.374.000 Euro bestehen hauptsächlich aus Entgelten für Dienstleistungen (28.544.000), die Spenden betragen 1.552.000 Euro (Stand 2021).
Nach den Angaben des Bundesministeriums für Finanzen sind Spenden an die Caritas der Diözese Eisenstadt steuerlich als Sonderausgaben absetzbar.
| Hier fehlt eine Grafik, die im Moment aus technischen Gründen nicht angezeigt werden kann. Wir arbeiten daran! | Hier fehlt eine Grafik, die im Moment aus technischen Gründen nicht angezeigt werden kann. Wir arbeiten daran! |